# Readback Error
Ein Readback Error ist eine Fehlerquelle im Flugfunk. Readback Error ist definiert als bedeutender Unterschied zwischen der Freigabe, die ein Fluglotse einem Piloten erteilt, und der vom Piloten zurückgelesenen Bestätigung.
Die Mehrheit der Readback Errors wird von den Fluglotsen erkannt und korrigiert (geschieht das nicht, spricht man von einem Hearback Error seitens des Fluglotsen). Unerkannte Readback Errors können die Sicherheit im Flugverkehr erheblich beeinträchtigen. Readback/Hearback-Errors gehören zu den häufigsten Kommunikationsstörungen im Flugfunk.
Ursache des Problems ist die menschliche Neigung zu hören, was man zu hören erwartet. Fluglotsen erhalten für gewöhnlich ein korrektes Zurücklesen seitens der Piloten und erkennen deshalb nicht immer, wenn der Pilot einen Fehler macht. Das Problem gehört zur Gruppe menschlicher Fehler.